# Mali Moszkiwci
Mali Moszkiwci (ukr. Малі Мошківці, hist. pol. Moszkowce Małe) – wieś na Ukrainie, w obwodzie żytomierskim, w rejonie berdyczowskim, w hromadzie Czerwone. W 2001 liczyła 689 mieszkańców, spośród których 664 wskazało jako ojczysty język ukraiński, 15 rosyjski, 7 mołdawski, a 3 ormiański.